# Roszkowski
Roszkowski (forma żeńska: Roszkowska; liczba mnoga: Roszkowscy) – polskie nazwisko. Na początku lat 90. XX wieku w Polsce nosiło je 5645 osób. W dniu 30 stycznia 2023 roku w rejestrze PESEL figurowało 3066 mężczyzn o nazwisku Roszkowski i 3177 kobiet o nazwisku Roszkowska. Ponadto 36 kobiet nosiło to nazwisko w formie męskiej (Roszkowski), a 63 osoby używały podwójnego nazwiska, w którym "Roszkowski" to pierwszy lub drugi człon.

## Znani Roszkowscy
- Aleksander Roszkowski (ur. 1961) – polski malarz
- Czesław Roszkowski (ur. 1908) – polski aktor charakterystyczny
- Ireneusz Roszkowski (1909–1996) – profesor ginekologii
- Jacek Roszkowski (?) – profesor patologii weterynaryjnej
- Jakub Roszkowski (ur. 1984) – polski dramaturg
- Janusz Bogdan Roszkowski (ur. 1940) – poeta i tłumacz literatury szwedzkiej
- Lechosław Roszkowski (1916–1948) – żołnierz Narodowych Sił Zbrojnych
- Leszek Roszkowski (ur. 1956) – profesor fizyki
- Radosław Roszkowski (ur. 1971) – samorządowiec
- Wojciech Roszkowski (ur. 1947) – ekonomista, historyk
- Wojciech Roszkowski (ur. 1974) – poeta
- Witold Roszkowski (1878–1939) – leśnik
- Wacław Roszkowski (1886–1944) – zoolog